# Clot del Bitxec

El Clot del Bitxec, respecte del terme d'Abella de la Conca

El Clot del Bitxec és una vall molt marcada -clot- del terme municipal d'Abella de la Conca, a la comarca del Pallars Jussà.
Està situat al nord-est de la vila d'Abella de la Conca, a la part alta de la vall del barranc de Caborriu; de fet, aquest barranc hi té l'origen. És en el vessant oriental del Serrat del Víctor, al nord de Casa Víctor i a ponent de Feixa el Mola, al sud-oest del Serrat de Picoi.

## Etimologia
Es tracta d'un topònim romànic modern, de caràcter descriptiu: un clot en terres de Casa Bitxec.